# Wayne Erickson
Pour les articles homonymes, voir Erickson.
 Wayne John Erickson, né le 8 mars 1959 à Sydney est un arbitre international australien de rugby à XV. 

## Carrière d'arbitre
Il a arbitré son premier match international le 4 juin 1994 à l'occasion d'un match entre l'équipe d'Argentine et  l'équipe d'Écosse.
Wayne Erickson a arbitré notamment deux matchs de la coupe du monde de rugby 1995, deux matchs de la coupe du monde de rugby 1999 et un match du tournoi des cinq nations.  

## Palmarès d'arbitre
- 26 matchs internationaux